# ضريح يوسف بن كوسير
ضريح يوسف بن كوسير (بالأذرية: Yusif ibn Küseyir türbəsi) - هو مبني تاريخي يقع في مقاطعة نخجوان.

## تار يخ الضريح

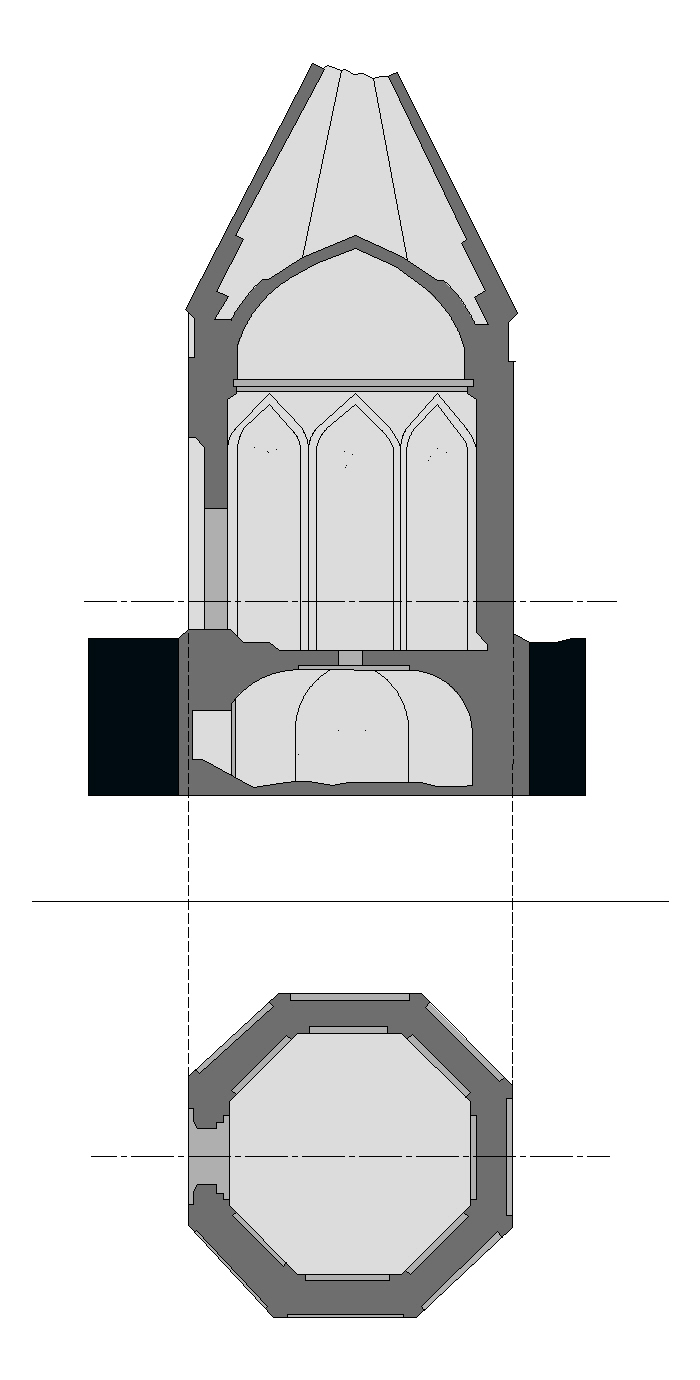
مخطط الضريح.

تم بناء الضريح على يد أحد من الممثلين لمدرسة نخجوان  مراغة و أعظم ممثلي العمارة الأذربيجانية عجمي نخجواني. يرجع تاريخ الضريح إلي 1161-1162.
تم ترشيح ضريح ناخيتشيفان لقائمة مواقع التراث العالمي، اليونسكو في عام 1998 من قبل جولنارا ميهمانداروفا- رئيس لجنة أذربيجان في المجلس الدولي للمعالم والمواقع.[بحاجة لمصدر]
ضريح يوسف بن كوسير هو النصب الوحيد الذي بقى لأكثر من 800 عام في الغطاء الهرمي من أبراج أذربيجان.
في الجزء العلوي من ضريح في الكتابة مكتوب اسم المهندس المعماريعجمي نخجواني.